# Gerhard Bassler
Gerhard Bassler (* 13. August 1917 in Grötzingen, heute Stadt Karlsruhe; † 25. Oktober 2000 in Karlsruhe) war ein deutscher Maler.

## Leben
Von 1936 bis 1940 studierte er an der Badischen Landeskunstschule Karlsruhe bei Hermann Goebel, dessen Meisterschüler er war. Er lebte und arbeitete als freischaffender Künstler nach dem Zweiten Weltkrieg bis 1999 in Schönau im Schwarzwald und kurze Zeit in Lörrach. Sein letztes Lebensjahr verbrachte er in Karlsruhe. Er war Mitglied im „Berufsverband Bildender Künstler Südbaden“. Bassler fühlte sich der Karlsruher Schule des Nachimpressionismus verpflichtet, von deren Stil- und Malkultur die Eigenart der Kompositionen seiner Landschaften, Porträts und Stillleben geprägt ist.